# Passos de barcassa de Sant Jaume
Els Passos de barcassa de Sant Jaume és una obra de Sant Jaume d'Enveja (Montsià) inclosa a l'Inventari del Patrimoni Arquitectònic de Catalunya.

## Descripció
Es tracta de molls situats als afores de la població, al llarg del riu. El més antic, i més proper al poble és el Transbordador "Garriga", a l'extrem del C/ Verge del Carme. A una distància de 1,5 km riu avall es troba el Transbordador "Olmos"; i l'últim, situat a 500 d'aquest, és el Transbordador "La Cava".
És un tipus d'estructura senzilla, simplement feta reforçant la ribera del riu. En ell atraca la barcassa que creua gent i vehiclesdes d'una banda del riu fins l'altra banda, on hi ha un altre moll igual.
La barcassa, en forma de plataforma flotant, es mou gràcies a un motor de gasoil. La seva superfície és d'uns 10 m².

## Història
El pas de la barca data del segle xix, amb la consolidació dels nuclis de Sant Jaume i Deltebre. Fins fa pocs anys la plataforma superior es col·locava sobre dos llaüts de fusta, embarcació tradicional en la navegació del riu.